# 新潟県道479号岡新堀新田線
新潟県道479号岡新堀新田線（にいがたけんどう479ごう おかにいぼりしんでんせん）は、新潟県南魚沼市内を通る一般県道である。

## 概要

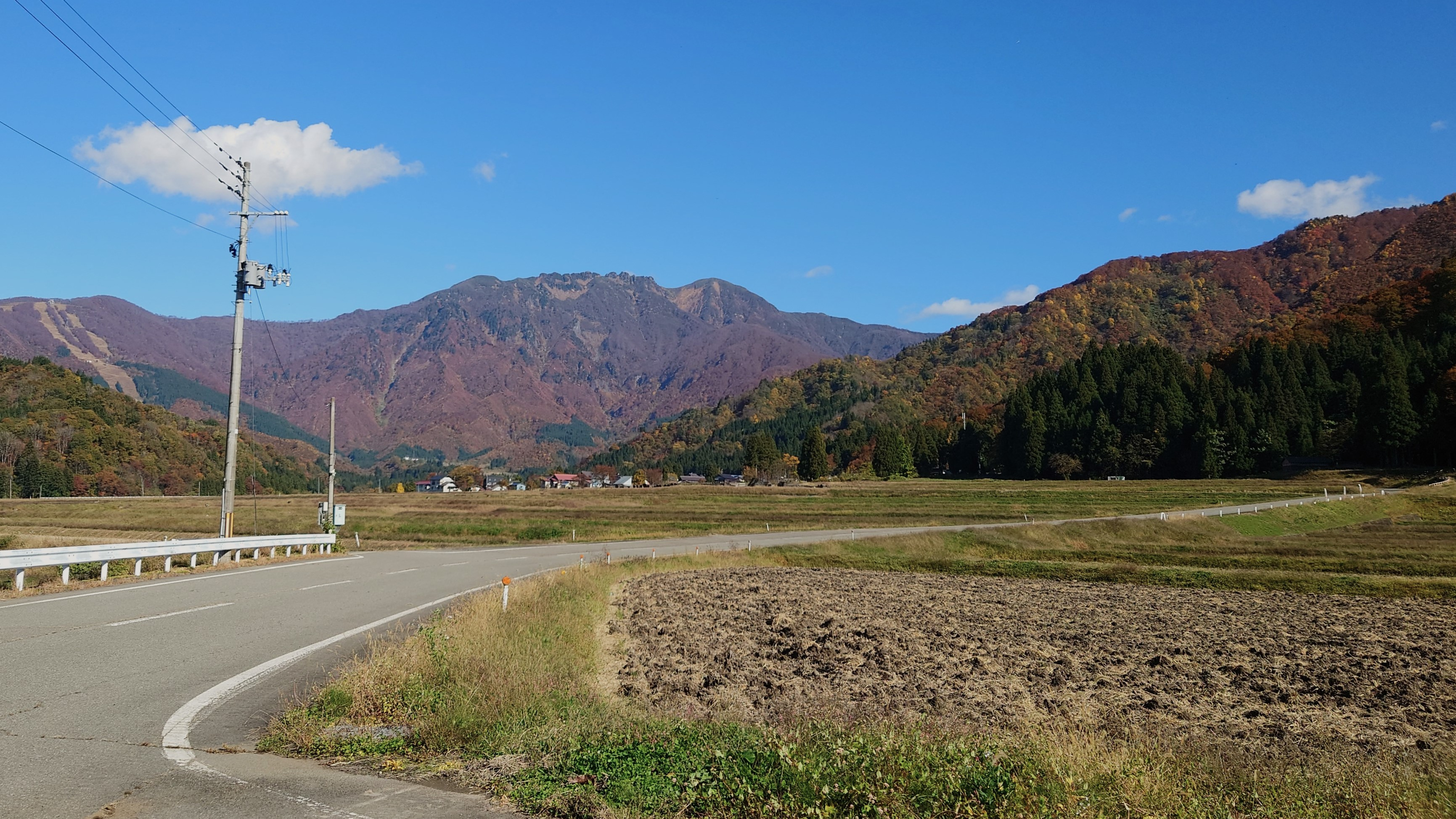
岡新堀新田線と紅葉の八海山

魚野川右岸の三国川と宇田沢川に挟まれた長森原外れの山裾を走り新堀新田へ至る路線。
全線において歩道は未整備だが片側1車線で通年通行が担保されている。
沿線には岡清水、法音寺、雷電様の水などの史跡がある。

### 路線データ
- 起点：新潟県南魚沼市岡外七子（新潟県道214号城内焼野線交点）
- 終点：新潟県南魚沼市新堀新田字屋敷添（国道291号交点）

## 地理

### 通過する自治体
- 新潟県南魚沼市

### 接続する道路
- 新潟県道214号城内焼野線
- 新潟県道28号塩沢大和線
- 新潟県営幹線農道新堀新田線
- 国道291号